# Aich
Aich é um município da Áustria, situado no distrito de Liezen (subdistrito de Gröbming), no estado da Estíria. Tem 56,47 km² de área e sua população em 2019 foi estimada em 1.289 habitantes.